# Henry Bonello
Henry Bonello (ur. 13 października 1988) – maltański piłkarz grający na pozycji bramkarza. Obecnie jest zawodnikiem klubu Hamrun Spartans.

## Kariera piłkarska
Bonello jest wychowankiem maltańskiego klubu Sliema Wanderers, w którym, z krótką przerwą na pobyt w zespole Vittoriosa Stars, występuje do tej pory.

## Kariera reprezentacyjna
Bonello w reprezentacji Malty zadebiutował 29 lutego 2012 roku w towarzyskim meczu z Liechtensteinem. Zagrał wówczas całą pierwszą część gry. Do tej pory rozegrał w niej jeden mecz (stan na 3 maja 2013).
| Mecze i gole w reprezentacji | Mecze i gole w reprezentacji | Mecze i gole w reprezentacji | Mecze i gole w reprezentacji | Mecze i gole w reprezentacji | Mecze i gole w reprezentacji | Mecze i gole w reprezentacji |
| #                            | Data                         | Stadion                      | Rywal                        | Wynik                        | Gol                          | Rozgrywki                    |
| 2012                         | 2012                         | 2012                         | 2012                         | 2012                         | 2012                         | 2012                         |
| ---------------------------- | ---------------------------- | ---------------------------- | ---------------------------- | ---------------------------- | ---------------------------- | ---------------------------- |
| 1.                           | 29.02.2012                   | Attard, Malta                | Liechtenstein                | 2:1                          | 0                            | towarzyski                   |

## Sukcesy
- Puchar Malty: 2009